# Brown Bess
Brown Bess je nadimak koji se rabio za Kopnenu matričnu musketu (Land Pattern Musket), standardnu pušku Britanske vojske kao i njene razne varijante. Ta musketa - kremenjača je predstavljala jednu od prvih standardnih pušaka u povijesti te imala važnu ulogu u širenju Britanskog Imperija. 
Prva verzija je bila tzv. Duga kopnena matrična musketa (Long Land Pattern) koja je ustanovila kalibar od .75 in (19 mm). Ona je u službu ušla 1722. i ostala do 1838. godine, kada je počela proizvodnja nove Matrične muskete 1839. koja je rabila kapuslu kao mehanizam opaljivanja. Pojedini primjerci Brown Bess su se, pak, koristili do sredine 19. st. a dio ih je kao višak prodan drugim državama, kao što je Meksiko, kome su služili za vrijeme Teksaškog rata za nezavisnost i američko-meksičkog rata. 
Kao i druge muskete, Brown Bess se nije isticala nekom naročitom preciznošću, pa na njoj čak nije postojao ni nišan. Teoretski je domet iznosio 100 m, ali je tadašnja pješačka taktika propisivala da se vatra otvara s udaljenosti od 50 m i to skupnom paljbom.
Najstarija verzija iz 1722. godine je imala dužinu od 157 cm i težila oko 5 kg. Veća dužina cijevi se imala je prednost zbog lakše upotrabe bajuneta. Kasnije su uvedene kraće i lakše verzije za marince (1756. godine) i miliciju (1768. godine) koje su bile duge 106 cm.

## Vanjske poveznice
- Replicas of Various Models of Brown Bess Muskets with Historical Backgrounds and Images.
- Entire text of Kipling's poem "Brown Bess"